# Monsieur Champagne
Pour les articles homonymes, voir Champagne.
Louis Jean Nicolas Champagne, dit Monsieur Champagne, né le 12 mai 1898 à Nancy, mort le 30 juin 1971 à Gonesse, est un enseignant et un animateur radiophonique français. Chevalier de la Légion d'honneur.
Tout en poursuivant sa carrière de professeur d'histoire-géographie, il fut dans les années 1950-1960 la référence cultivée, le « Monsieur-réponse-à-tout », d'émissions de radio très populaires sur Radio-Luxembourg, Radio Andorre et Radio Monte-Carlo.  

## Parcours
De 1945 à la fin de 1947, il participe sur Radio-Luxembourg, à Pêle-Mêle Cadoricin, une émission de Jean-Jacques Vital (l'inventeur de La famille Duraton, futur directeur de Air Production), avec Bourvil, Michel Emer, Jacques Pills, le chef d'orchestre Ray Ventura et ses Collégiens, Guy Dejardin, Henri Genès, le chansonnier Robert Rocca, etc.
Louis Champagne collabore ensuite sur Radio Andorre à Cent francs par seconde, avec Jean-Jacques Vital. Imaginée par Jacques Antoine et Jean-Paul Blondeau,  cette émission demande à un candidat de répondre, soit par un coup de sifflet, soit par un coup de trompette,  oui ou bien non à une rafale de questions. Il gagne 100 francs par seconde mais des évènements imprévus interviennent pour tenter de le déstabiliser. À la première erreur, il perd ses gains.
Dans les années 1960, il effectue chaque semaine des allers retours par le train Paris Chateauroux pour le collège de Lourdoueix-Saint-Michel dans l'Indre pour donner des cours d'histoire-géographie à des élèves.  
Il joue encore un rôle d'arbitre-référence  dans Quitte ou double, un jeu radiophonique hebdomadaire présenté sur Radio Monte-Carlo jusqu'en 1981, puis sur RTL successivement présenté par Zappy Max, Marcel Fort, François Chatelard puis par Jean-Pierre Foucault. Puis dans l'émission La coupe inter scolaire un jingle musical, repris par le public du Radio Circus ponctuait ses interventions : « Merci, merci, Monsieur Champagne, vous nous avez bien renseignés... Bravo, bravo, Monsieur Champagne... » ou « Zéro, zéro, Monsieur Champagne ! » en cas d'erreur.

### Curiosité
À la fin des années 1940, à l’occasion de la venue à Cannes de l’émission La coupe inter scolaire, Louis Champagne croise la route du futur écrivain, cinéaste, théoricien-fondateur de l’Internationale situationniste et auteur de l’essai de critique radicale devenu fameux après mai 68 La Société du spectacle, à savoir Guy Debord qui fait partie des élèves candidats du lycée Carnot. Christophe Bourseiller, son premier biographe, indique qu’il y fit, grâce à sa très grande culture générale, des étincelles lui permettant de remporter la coupe ce jour-là.
Louis Champagne a joué son propre rôle dans le film de Jean Boyer de 1950, Nous irons à Paris, un grand succès cinématographique de l'après-guerre avec Françoise Arnoul. Dans ce film, trois jeunes gens, renvoyés de la Radiodiffusion française, lancent depuis une ferme dans la campagne une émission de radio-pirate. Mais repérés par la police, ils poursuivent leur périple et leur émission à laquelle s'agrègent le chef d'orchestre Ray Ventura et ses Collégiens, Martine Carol, Monsieur Champagne, les Peters Sisters, George Raft, Henri Salvador, etc. Leur odyssée se termine à Paris, sur les bords de la Seine.
La participation de Louis Champagne sera supprimée sur les diffusions ultérieures.
Auteur de plusieurs ouvrages de vulgarisation historique, Louis Champagne tiendra dans la presse enfantine une rubrique encyclopédique dans O.K L'hebdomadaire de la Jeunesse dès 1946.

## Publications
- 1946 : Vercingétorix, préface du général Paul Legentilhomme gouverneur militaire de Paris, éditions Dalignan, Paris
- 1950 : Histoires de France et d'ailleurs, éditions André Martel, Givors
- 1955 : Monsieur Champagne vous raconte Bonaparte, éditions Lucos, Mulhouse.

## Filmographie
- 1950 : Nous irons à Paris, de Jean Boyer : lui-même
- 1953 : Cent francs par seconde, de Jean Boyer : lui-même.